# Alexander Mackendrick
Alexander Mackendrick (Boston, 8 settembre 1912 – Los Angeles, 22 dicembre 1993) è stato uno sceneggiatore e regista statunitense.

## Biografia
Alexander Mackendrick iniziò la sua carriera lavorativa a fine anni trenta, quando produceva spot pubblicitari. Il primo grande successo fu Whisky a volontà (1949), commedia con Basil Radford e Catherine Lacey. Continuò a fare esperienze con Lo scandalo del vestito bianco (1951), La signora omicidi (1955) e Piombo rovente (1957).

## Filmografia
- Whisky a volontà (Whisky Galore!) (1949)
- Lo scandalo del vestito bianco (The Man in the White Suit) (1951)
- Mandy, la piccola sordomuta (Mandy) (1952)
- The Maggie (1954)
- La signora omicidi (The Ladykillers) (1955)
- Piombo rovente (Sweet Smell of Success) (1957)
- Il discepolo del diavolo (The Devil's Disciple) (1959)
- Sammy va al sud (Sammy Going South) (1963)
- Ciclone sulla Giamaica (A High Wind in Jamaica) (1965)
- Piano, piano non t'agitare! (Don't Make Waves) (1967)